# Silvia Hollmann
Silvia Hollmann (República Federal Alemana, 13 de mayo de 1955) es una atleta alemana retirada especializada en la prueba de 400 m vallas, en la que ha conseguido ser subcampeona europea en 1978.

## Carrera deportiva
En el Campeonato Europeo de Atletismo de 1978 ganó la medalla de plata en los 400 m vallas, con un tiempo de 55.14 segundos, llegando a meta tras la soviética Tatyana Zelentsova (oro con 54.89 segundos) y por delante de la también alemana Karin Roßley (bronce).